# بورتوسكوسو
بورتوسكوسو، (بالإنجليزية: Portoscuso)‏، (سردينيا: Portescusi) هي بلدية في مقاطعة جنوب سردينيا في منطقة سردينيا الإيطالية، وتقع على بعد حوالي 75 كم (47 ميل) غرب كالياري، وحوالي 14 كم (9 ميل) شمال غرب كاربونيا. اللغات المستخدمة هنا هي الإيطالية، وسردينيا، كامبيدانيس.

## السكان
في سنة 1861 بلغ عدد السكان 502 نسمة، وتطور العدد ليصل في سنة 2011 لـ 5٬236 نسمة.
يظهر هذا المخطط البياني تطور النمو السكاني لـ بورتوسكوسو

## معرض صور

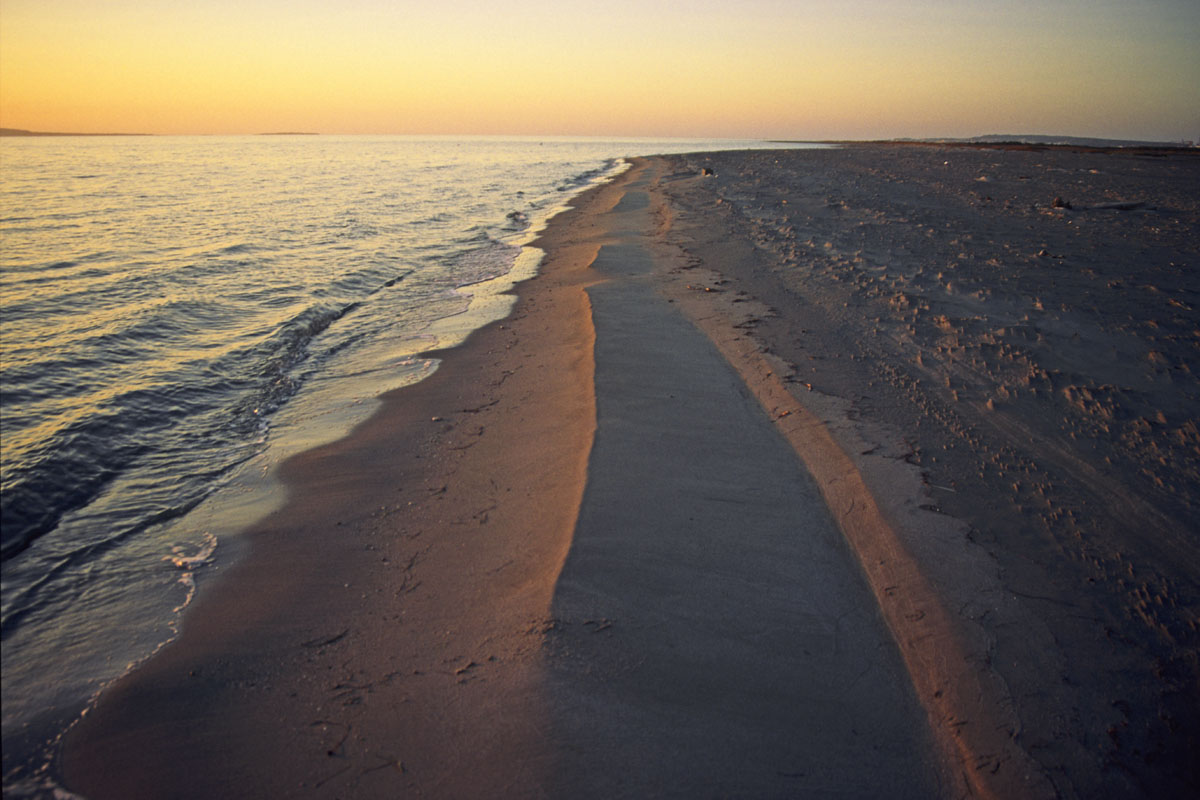
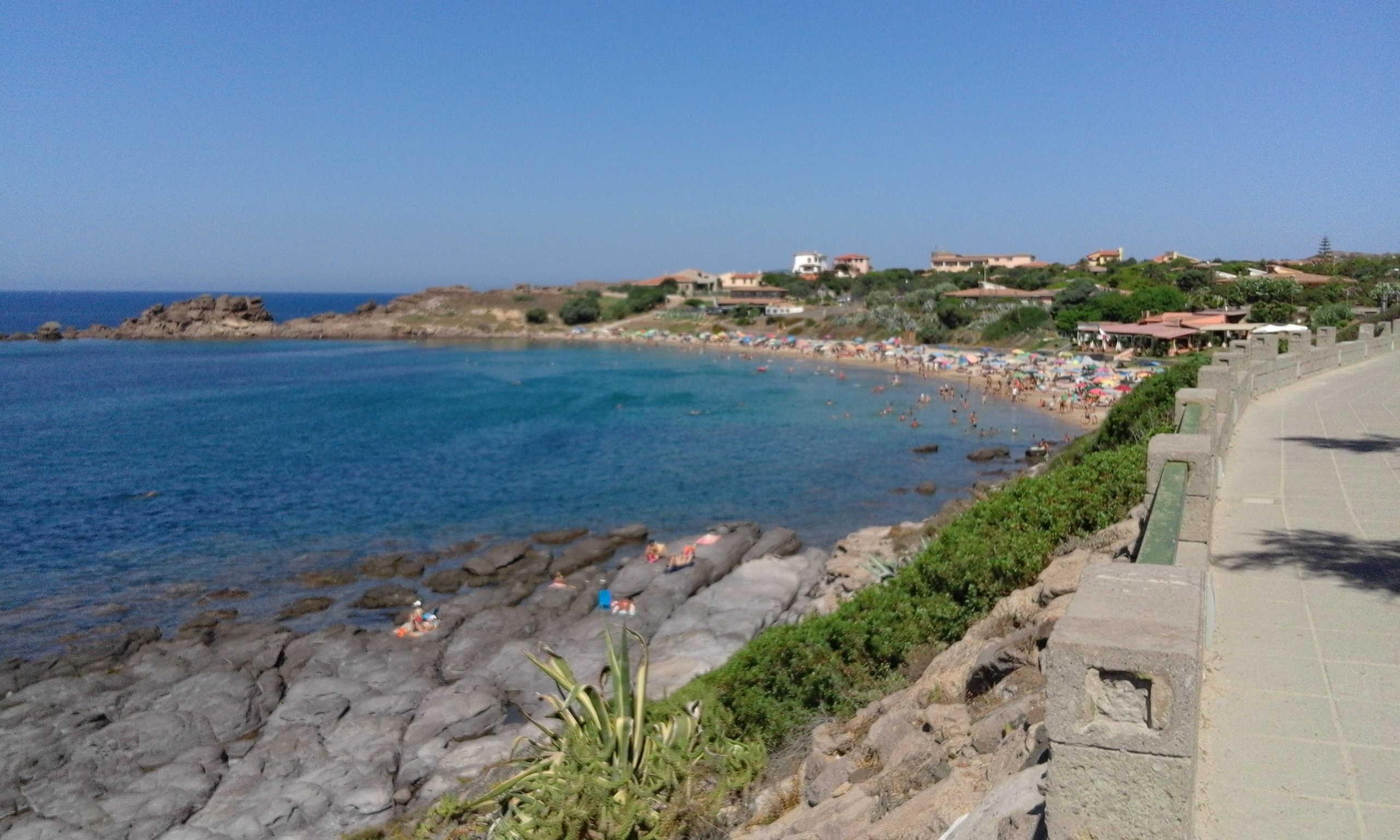
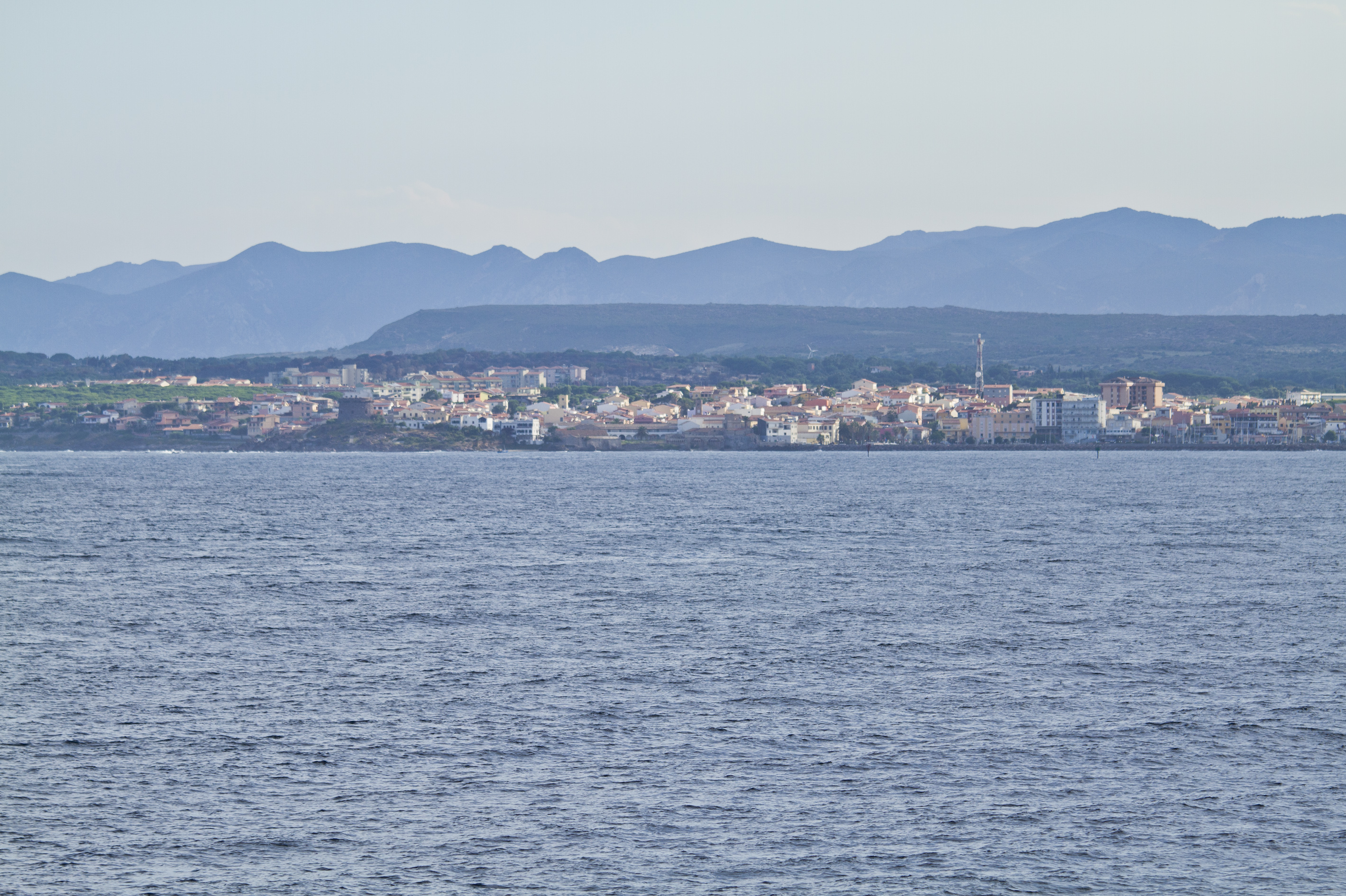
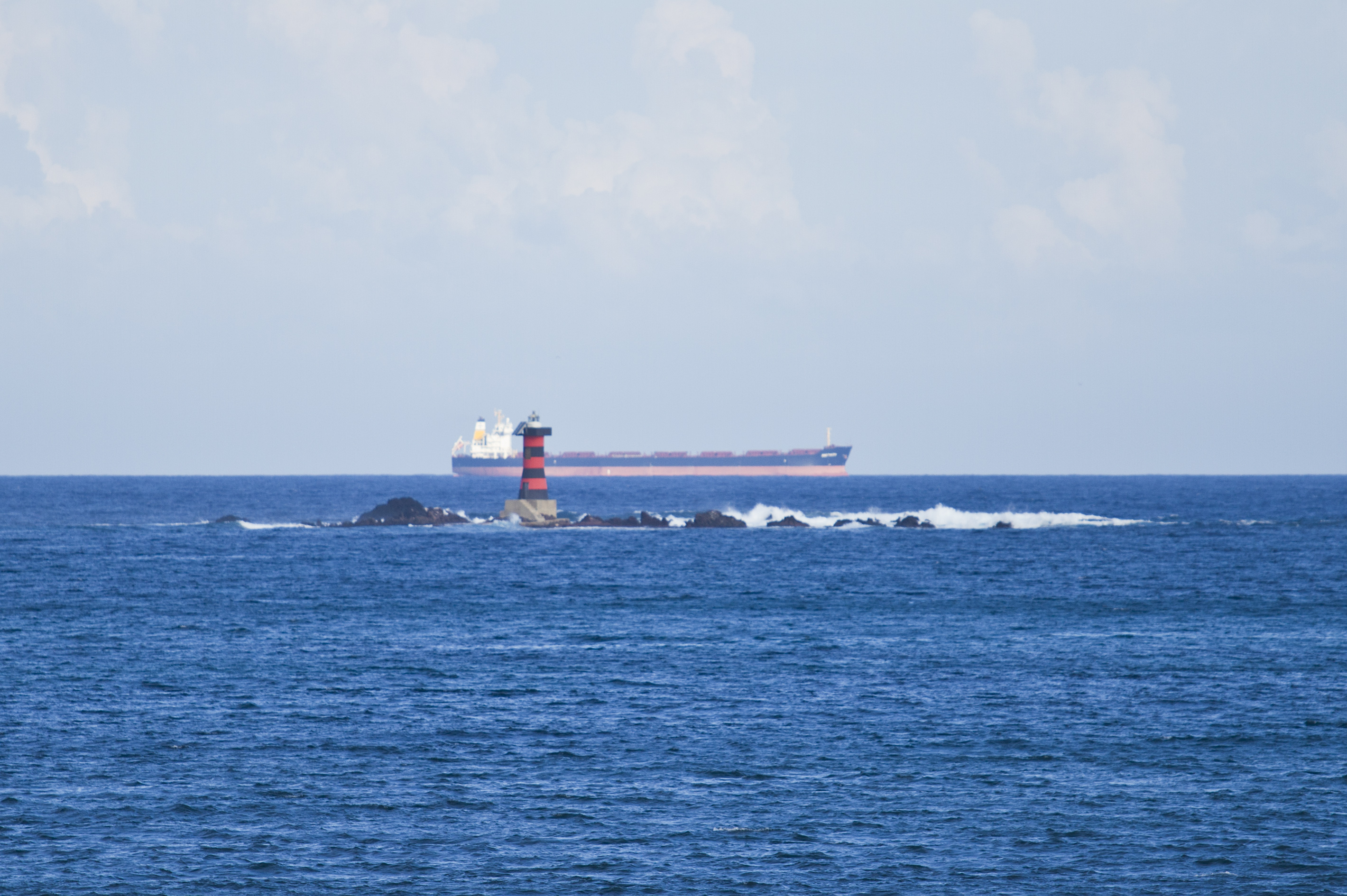